# Gerben Broeren
Gerben Gerardus Johannes Broeren (Sint-Michielsgestel, 12 december 1972) is een Nederlandse voormalig wegwielrenner, baanwielrenner en veldrijder. Hij nam deel aan de Olympische Zomerspelen van 1992 waar hij samen met Erik Cent, Servais Knaven en Niels van der Steen twaalfde werd op de ploegenachtervolging.

## Belangrijkste uitslagen

### Baanwielrennen
| Jaar     | NK                              | EK       | WK                      | Overig                                      |
| Amateurs | Amateurs                        | Amateurs | Amateurs                | Amateurs                                    |
| -------- | ------------------------------- | -------- | ----------------------- | ------------------------------------------- |
| 1991     | 5e 1km tijdrit                  |          | 6e ploegenachtervolging |                                             |
| 1992     | 5e 1km tijdrit 8e achtervolging |          |                         | Olympische Spelen: 12e ploegenachtervolging |